# Feinabruf
Feinabrufe dienen dem zeitnahen, oft minutengenauen Abruf von Lieferungen bei einem Lieferanten mit dem ein Kontrakt in Form eines Lieferplans besteht. Typischerweise sind die Zeitangaben bindend und nicht mehr änderbar. Im Automotive-Sektor werden diese Abrufe per EDI abgewickelt und mit dem EDI-Nachrichtenformat nach VDA-Empfehlung 4915 versendet.